# Sonatine romantique
Pour les articles homonymes, voir Sonatine (homonymie).
La Sonatine romantique, op. 4 est une œuvre pour piano d'Alexandre Tcherepnine, composée en 1918.

## Composition
Alexandre Tcherepnine compose sa Sonatine romantique pour piano en 1918, « à Petrograd, peu avant le départ pour Tiflis, dans une période particulièrement pénible physiquement et moralement ». Elle est publiée en 1925 par les Éditions Durand. Le compositeur la présente lui-même en concert, l'année suivante à Paris.

## Présentation
L'œuvre est en quatre mouvements :
1. Allegro en fa dièse mineur à 
 avec des passages à 
 ;
2. Canzonetta. Allegretto con moto ( = 108] en si mineur à 
 ;
3. Andantino en si majeur à 
 (mouvement de valse[3]) ;
4. Tempestoso en ut mineur puis fa dièse mineur à 
 avec des passages à 
.

## Analyse
Le thème initial de la Sonatine romantique, « exposé à la basse, est inspiré des anciennes mélodies religieuses russes. Ce sera aussi le thème du finale, pris dans le tourbillon d'une toccata ».
Guy Sacre considère que cette partition « reflète cette ambiance » que Tcherepnine décrit dans ses souvenirs, « pendant la semaine sainte à Saint-Pétersbourg, tandis qu'une fièvre le tenait au lit et qu'il entendait les cloches de la cathédrale, les cantiques et aussi les cris des marins de Kronstadt ».

## Discographie
- Alexander Tcherepnin: Complete Piano Music, vol. 2, Giorgio Koukl (piano), Grand Piano GP 632, 2012[4].